# Umma
Umma oder Ummah (arabisch أمة, DMG Umma, Pl. arabisch أمم, DMG Umam „Gemeinden“, „Nationen“) bezeichnet im Islam eine über Stammes- oder Clanstrukturen hinausgehende Gemeinschaft. In der neuzeitlichen Verwendung steht der Singular oft für die globale muslimische Glaubensgemeinschaft, während der Plural im modernen Arabisch „Nationen“ oder „Völker“ bedeutet (vgl. arabisch الأمم المتحدة, DMG al-Umam al-Muttaḥida: „Vereinte Nationen“). Trotz einer Tendenz zur engeren konfessionellen Bedeutung war der Begriff historisch und im Koran vielschichtig.

## Begriffsherkunft
Der arabische Begriff stammt etymologisch vermutlich aus dem Hebräischen bzw. Aramäischen und lässt sich letztlich auf das assyrische »ummatu« zurückführen. Arabische Lexika erwähnen neben der Bedeutung „Gemeinschaft“ auch „eine exemplarische Person“ oder „Handlungsweise“. Heute überwiegt die religiös fundierte Verwendung.

## Umma im Koran
Umma tritt im Koran nach gängiger Zählung 62–64 Mal auf. Dabei entwickelt sich die Bedeutung insofern, dass in frühen Suren „Umma“ jede prophetisch geleitete Gemeinschaft bezeichnet, während der Begriff in medinischen Suren zunehmend exklusiv angewandt wird. Zu den Bedeutungsrichtungen zählen im Einzelnen
- Allgemeine Gemeinschaft: Sure 6,38; 7,38; 46,18; zu „umam“ werden hier auch Tiere und Dschinn gezählt
- Umma als Zeit oder Frist: Sure 11,8; 12,45
- Propheten-Gemeinschaften: Sure 10,47: jedem Volk wird ein Prophet gesandt
- Konfessionell engere Bedeutung: In späteren Offenbarungen betont der Koran die Idee einer einzigen Gemeinschaft (umma wāḥida), zum Beispiel in Sure 2,143, wo die Muslime als „mittel/gerecht ausgewogene Gemeinschaft“ (ummatan wasaṭan) bezeichnet werden; Sure 3,110 hebt die „beste Gemeinschaft“ hervor, die das Rechte gebietet und das Unrechte verbietet.
- Abraham als „eine Umma für sich“ (Sure 16,120), was frühislamische Exegeten so deuten, dass er Tugenden einer ganzen Gemeinschaft in sich vereine.

## Verwendung in der islamischen Geschichte

### Frühislamische Zeit und Konstitution von Medina
Die Gemeindeordnung von Medina (auch „Konstitution von Medina“) gilt als grundlegendes Dokument, das kurz nach der Hidschra (622 n. Chr.) entstand. Darin werden die Muslime aus Mekka und Medina sowie einige jüdische Clans als „eine einzige Umma“ (umma wāḥida) beschrieben, ohne dass der Begriff zu jenem Zeitpunkt ausschließlich eine **religiöse** Gemeinschaft meinte. Stattdessen regelte das Dokument Schutz- und Verteidigungsvereinbarungen über Stammesgrenzen hinweg. Jeder Stamm blieb zwar eigenständig, war jedoch in eine übergeordnete Ordnungsstruktur eingebunden.

### Frühe Spaltungen
Bereits kurze Zeit nach der Etablierung dieses Gemeinwesens kam es zu diversen Spaltungen. Nach dem Tod Mohammeds (632) entwickelte sich das Kalifat zu einem universalistisch-politischen Gebilde, das (theoretisch) alle Muslime umfasste. Die Schiiten verbanden das Prinzip der Umma mit der geistlichen Autorität der Imame als notwendig für Heil und Rechtleitung. Obwohl das Reich in verschiedene Dynastien (z. B. Umayyaden, Abbasiden) zerfiel, blieb die Idee einer einheitlichen Umma religiös präsent. Gleichzeitig entstand eine konfessionelle Pluralität: Charidschiten lösten sich radikal vom Mehrheitskonsens, Schiiten und Sunniten vertraten unterschiedliche Legitimationen der Umma-Führung.

### Klassische Rechtslehre und Theologie
In der sunnitischen Tradition galt die Umma auch ohne starken Kalifen als „eine Gemeinschaft“, sofern die Scharia angewandt wurde. Das Prinzip des Konsenses (iǧmāʿ) untermauerte die kollektive Autorität der Gläubigen. Ein bekannter Hadith lautet: „Meine Umma wird sich niemals auf Irrtum einigen.“ Frühislamische Gelehrte interpretierten dies als Hinweis auf die Unfehlbarkeit oder Verbindlichkeit des Konsenses der Gemeinde in juristisch-politischen Fragen.

### Osmanisches Reich und Milla-System
In der frühen Neuzeit erhoben das sunnitische Osmanisches Reich und das schiitische Safawidenreich (15./16. Jh.) jeweils den Anspruch, die gesamte Umma zu vertreten, was die konfessionellen Spannungen verschärfte.
Im Osmanischen Reich wurden die Gemeinschaften über das sog. milla-System verwaltet, wobei die muslimische Mehrheits-Umma einen zentralen Status hatte, während Nichtmuslime in gesonderten milla-Gemeinschaften organisiert wurden.

### Nationale Deutungen und Kolonialzeit
Während des 19. Jahrhunderts griffen arabische Nationalisten den Begriff auf und prägten al-Umma al-ʿarabīya (الأمة العربية / ‚arabische Nation‘). Diese politisierte „Umma“ sollte das arabische Nationalbewusstsein stärken und stand teils dem traditionellen Religionsverständnis entgegen. Zugleich förderten koloniale Eingriffe die Idee eines panislamischen Zusammenschlusses, etwa bei Dschamal ad-Din al-Afghani (1838–1897).
Im 20. Jh. entstanden Spannungen zwischen nationalstaatlicher Souveränität und grenzübergreifender Umma-Vorstellung. Nach dem Scheitern des Panarabismus (spätestens seit der Niederlage im Sechstagekrieg 1967) gewannen panislamische Bewegungen erneut an Bedeutung.

### Heutige Verwendungen
Der Begriff „Umma“ kann heute den globalen Gesamtverband aller Muslime oder eine regionale Gemeinschaft bezeichnen. So wird z. B. auch die muslimische Gemeinschaft einzelner Länder als Umma benannt.
Tariq Ramadan fasst im Kontext europäischer Muslime drei Grundprinzipien der Umma – Identität, Gerechtigkeit und Vertragstreue – zusammen.
In gegenwärtigen Diskursen (etwa in islamistischen oder nationalistischen Programmen) steht „Umma“ mal für den idealen Zusammenschluss aller Gläubigen (الأمة الإسلامية), mal für symbolische Loyalitäten in bestimmten Regionen. Damit bleibt „Umma“ ein zentraler Begriff islamischer Identität, der sowohl politisches Instrument als auch religiöses Ideal und soziologische Bezugsgröße sein kann.

## Begriffliche Abgrenzungen

### Dār al-Islām
Im Unterschied zur Umma als Gemeinschaft verwendet die islamische Rechtslehre den Begriff Dār al-Islām (deutsch: „Gebiet des Islam“), womit Territorien gemeint sind, in denen Muslime herrschen und ihre Religion frei ausüben können. Der Gegenbegriff lautet Dar al-Harb („Gebiet des Krieges“). Bereits Gelehrte wie an-Nawawī und al-Māwardī vertraten die Auffassung, dass allein freie Religionsausübung genügt, um ein Gebiet als dār al-islām zu qualifizieren. Die Wendung „Islamische Welt“ (العالم الإسلامي) ist hingegen nicht eindeutig bestimmt.

### Šaʿb
Šaʿb (شعب) bezeichnet demgegenüber „Volk“ i. S. v. gemeinsamer Herkunft oder nationaler Einheit, während „Umma“ eine supranationale, meist religiös fundierte Gemeinschaft meint.